# Stagonospora sacchari
Stagonospora sacchari är en svampart som beskrevs av T.T. Lo & L. Ling 1950. Stagonospora sacchari ingår i släktet Stagonospora och familjen Phaeosphaeriaceae.   Inga underarter finns listade i Catalogue of Life.